# Šelonska bitka
Šelonska bitka (rusko Шелонская битва, Šelonskaja bitva) je bila odločilna bitka med vojskama Velike moskovske kneževine velikega kneza Ivana III. Vasiljeviča (vladal 1462–1505) in Novgorodske republike, ki se je dogajala ob reki Šelon 14. julija 1471. Novgorod je doživel popoln poraz z brezpogojno vdajo. Leta 1478 je bil priključen v Veliki moskovski kneževini. 

## Ozadje
Spopad med Moskovijo in Novgorodsko republiko je bil nadaljevanje spora med njima, ki se je začel v poznem 14. stoletju. Šelonsko bitko  je povzročila novgorodska kršitev Jaželbišega sporazuma iz leta 1456, ki sta ga podpisala veliki moskovski knez Vasilij II. Vasiljevič in novgorodska delegacija pod vodstvom nadškofa Evfimija II. Sporazum je omejeval zmožnost Novgoroda, da vodi lastno zunanjo politiko, velikemu moskovskemu knezu pa je dal večji nadzor nad mestom. Nadziral je mestne pečate in postal sodišče višje stopnje za novgorodska sodišča. Ko so se Novgorodci obrnili na Poljsko-Litvo za pomoč pri omejevanju naraščajoče moči Moskve, sta jih Ivan III. in metropolit obtožila ne le politične izdaje, ampak tudi poskusa opustitve vzhodnega pravoslavja in prehoda h katoliški cerkvi. Osnutek sporazuma med Novgorodom ter velikim knezom Litve in poljskim kraljem Kazimirjem IV. Jagelom (vladal 1440–1492), ki naj bi bil najden v zakladu dokumentov po šelonski bitki, je jasno pokazal, da litovski veliki knez ne bi  smel posegati v volitve novgorodskega nadškofa ali pravoslavno vero v mestu, na primer z gradnjo katoliških cerkva.

## Bitka
Bitka se je dogajala zjutraj 14. julija 1471 na levem bregu reke Šelon, ki se jugovzhodno od Novgoroda izliva v Ilmensko jezero. Začela se je po naključnem srečanju 5.000 moskovskih vojakov pod poveljstvom Danijela Holmskega z novgorodsko vojsko 20.000-40.000 mož. Slabo organizirana novgorodska vojska ni mogla zdržati pritiska moskovskih sil. Novgorodska četrta kronika celo poroča, da je novgorodski nadškof Feofil ukazal svoji konjenici, naj ne napade Moskovčanov, ampak samo pskovske sile, s čimer jim je omejil svoj manevrski prostor. Bitka je trajala dve uri in se končala s porazom Novgoroda. Po moskovskih virih je bilo med bitko in kasnejšim zasledovanjem ubitih več kot 12.000 Novgorodcev. Približno 2000 mož je bilo ujetih. Kako točne so številke, je težko reči, saj je velikost novgorodske vojske v tem času skoraj nemogoče določiti. Glede na to, da je imelo samo mesto Novgorod samo približno 40.000 prebivalcev, se zdi številka precej visoka, četudi bi bili v vojski tudi prebivalci s podeželja. Številke so bile morda prenapihnjene, da bi povečale prestiž moskovskega velikega kneza in Novgorod postavile v še slabšo luč.

## Posledice
24. julija je Ivan III. usmrtil novgorodskega poveljnika Dimitrija Izakoviča Boreckega in Boreckega klana, ki je na pobudo Marfe Borecke ščuval mestno opozicijo proti Moskvi. 
Dolgoročno je poraz pri Šelonu močno oslabil Novgorodsko republiko. Po nekaterih virih je Ivan III. takoj po bitki zasegel veliko zemlje nadškofijske uprave in več največjih samostanov, čeprav večina virov te zaplembe datira v leto 1478. Z zasegom je oslabil neodvisnost novgorodske cerkve. Prav tako se je v 1470. večkrat vrnil v mesto in aretiral pomembne bojarje ali celotne bojarske družine. Neposreden nadzor nad mestom-državo je prevzel šele januarja 1478 po nadaljnjih zaostrenih odnosih z nadškofom Feofilom in novgorodskimi bojarji, zaradi katerih je pozimi 1477–1478 proti mestu poslal svojo vojsko.